# Carrier Strike Group 10
Le Carrier Strike Group Ten, abrégé CSG-10 ou CARSTRKGRU 10, est l'un des 6 groupes aéronavals de l'U.S. Navy affecté à la Flotte Atlantique. Il est basé à Norfolk. Il est rattaché administrativement à la 2e Flotte (Atlantique Ouest) et ses déploiements opérationnels se font au profit de la 6e flotte (mer Méditerranée) et de la 5e flotte (Golfe Arabo-Persique et océan Indien) flottes. La désignation de Carrier Strike Group date de 2004.

## Composition du CSG-10

### 2004-2005
Déploiement du 13 octobre 2004 jusqu'au 19 avril 2005:
- USS Harry S. Truman (CVN-75), navire-amiral
- Carrier Air Wing Three (CVW-3)
- USS Monterey (CG-61)
- Destroyer Squadron 26
  - USS Barry (DDG-52)
  - USS Mason (DDG-87)
- USS Albuquerque (SSN-706)
- USNS Arctic (T-AOE 8)

### 2007-2008
Déploiement du 5 novembre 2007 au 6 juin 2008:
- USS Harry S. Truman (CVN-75), navire-amiral
- Carrier Air Wing Three (CVW-3)
- USS San Jacinto (CG-56)
- USS Hue City (CG-66)
- Destroyer Squadron 26
  - USS Carney (DDG-64)
  - USS Oscar Austin (DDG-79)
  - USS Winston S. Churchill (DDG-81)
- USS Montpelier (SSN-765)
- USNS Arctic (T-AOE 8)
- HCMS Charlottetown (FFH-339) de la Marine canadienne
- HMS Manchester (D 95) de la Royal Navy britannique

### 2010
Déploiement du 21 mai 2010 au 20 décembre 2010,:
- USS Harry S. Truman (CVN-75), navire-amiral
- Carrier Air Wing Three (CVW-3)
- USS Normandy (CG-60)
- Destroyer Squadron 26
  - USS Oscar Austin (DDG-79)
  - USS Winston S. Churchill (DDG-81)
  - USS Ross (DDG-71)
- Hessen (F 211) de la Bundesmarine allemande